# 吳曼君
吳曼君（1912年4月4日—1986年1月12日），原名根本，字敬仪，江西吉安人。中華民國政治学家。

## 生平
江西省吉安县北源乡半江村委老屋村人。南昌师范毕业后从事教育工作，后入江西私立政法专科学校学习，毕业后进入江西中正大学研究所肄業。曾任吉安民众教育馆馆长、江西中正大学（在泰和县）讲师、研究员，国民党中宣部文艺研究会干事、江西省三民主义文化运动委员会专员兼第二组组长，中华民国国防部新闻局（后改为政工局）新闻专员，东南行政长官公署政治部专员等职。
1938年在任卓宣创办的《抗战向导》周刊任编辑、校对。1939年在重庆任《时代思潮》撰稿人、主编。1940年任江西中正大学讲师、研究员。1943年任江西省三民主义文化运动委员会专门委员兼第二组组长、《时代思潮》主编、《大道日报》社长。1945年后任青年军第二O八师政治部政治教官，国防部新闻局新闻专员，《扫荡报》、《青年战士报》主笔，东南行政长官公署政治部专员。1949年携带妻子李守仪和女儿吴玲玲、吴京京从湖南去台湾。
在台湾历任中华民国国防部总政治部专员、国防部新中国出版社总编辑、社长，台湾中兴大学教授。著有《孙中山先生的哲学》、《民主史观研究》、《后期革命论》、《三民主义与抗战建国》等书。在台湾是一位颇为人知的作家，有“三民主义学术理论家”之称。据新华通讯社《台港澳情况》一九八六年第五期载，吴于1986年1月病逝于台北。

## 代表著作
- 孙中山先生的哲学
- 民主史观研究
- 后期革命论
- 三民主义与抗战建国
- 总裁思想